# Orthotrichum letourneuxii
Orthotrichum letourneuxii är en bladmossart som beskrevs av Bescherelle 1882. Orthotrichum letourneuxii ingår i släktet hättemossor, och familjen Orthotrichaceae. Inga underarter finns listade i Catalogue of Life.